# Parchi pubblici di Ancona
I parchi pubblici di Ancona sono per la maggior parte posti sulle parti più alte delle colline e quindi sono ricchi di punti panoramici. La città si distingue anche per una buona dotazione di verde pubblico, avendone 52 mq per abitante.
Tra i parchi della città si descrivono di seguito i più importanti dal punto di vista storico e paesaggistico.

## Parco del Cardeto
Il Parco del Cardeto è il più vasto parco urbano di Ancona. A picco sul mare, occupa le sommità dei colli Cappuccini e Cardeto e si estende in un'area di circa 35 ettari, tutti a ridosso del centro. Comprende luoghi di valore storico, un ambiente naturale di notevole interesse e numerosi punti panoramici sulla costa alta e sulla città.

## Parco del Passetto
Il parco del Passetto, a picco sul mare si estende a sud del Monumento ai Caduti e si estende sul versante settentrionale del colle di Santa Margherita. Da esso parte un sentiero che conduce direttamente alla scogliera sottostante, caatteristica per la presenza di un centinaio di grotte scavate come ricoveri per le barche.
La presenza di tre piccoli laghi artificiali è all'origine del nome con il quale è comunemente conosciuto: "Parco dei laghetti". All'interno del parco si trova un'ampia pista di pattinaggio e la piscina comunale del Passetto, di 33 metri.

## Parco della Cittadella
Il Parco della Cittadella sorge sulla sommità del colle Astagno ed è racchiuso dalle mura del Parco della Campo Trincerato, fortificazione cinquecentesca di Francesco Paciotto. Confina con il parco la Cittadella di Ancona, che gli dà nome e dove si trova la sede dell'Iniziativa Adriatico Ionica.
All'interno del parco le antiche strutture militari convivono con una vegetazione in gran parte spontanea; interessante la presenza di un percorso dedicato alla conoscenza tattile e olfattiva del mondo vegetale; esso è destinato a tutti, ma in particolar modo a coloro che hanno disturbi della vista. È presente nel parco anche un percorso attrezzato per la ginnastica callistenica e un giardino delle rose, ove sono presenti varietà antiche e profumate.

## Pincio
Il Pincio è un parco di dimensioni limitate, ma di grande importanza storica, dato che è il più antico della città, essendo sorto dopo la presa di Roma del 1870. Il nome ricorda infatti il famoso Pincio romano, nel quale Mazzini decise di porre le statue degli Italiani più celebri e che dunque simboleggia il ruolo di Roma come capitale.
Per rievocare il suo omonimo romano, il Pincio di Ancona ne possiede in piccolo le stesse caratteristiche: è ricco di sempreverdi, ha un impianto geometrico dei sentieri e un belvedere da cui si gode di un'ampia vista sulla città.. Il parco occupa la sommità e il versante settentrionale del colle di Santo Stefano, a quasi cento metri s.l.m..

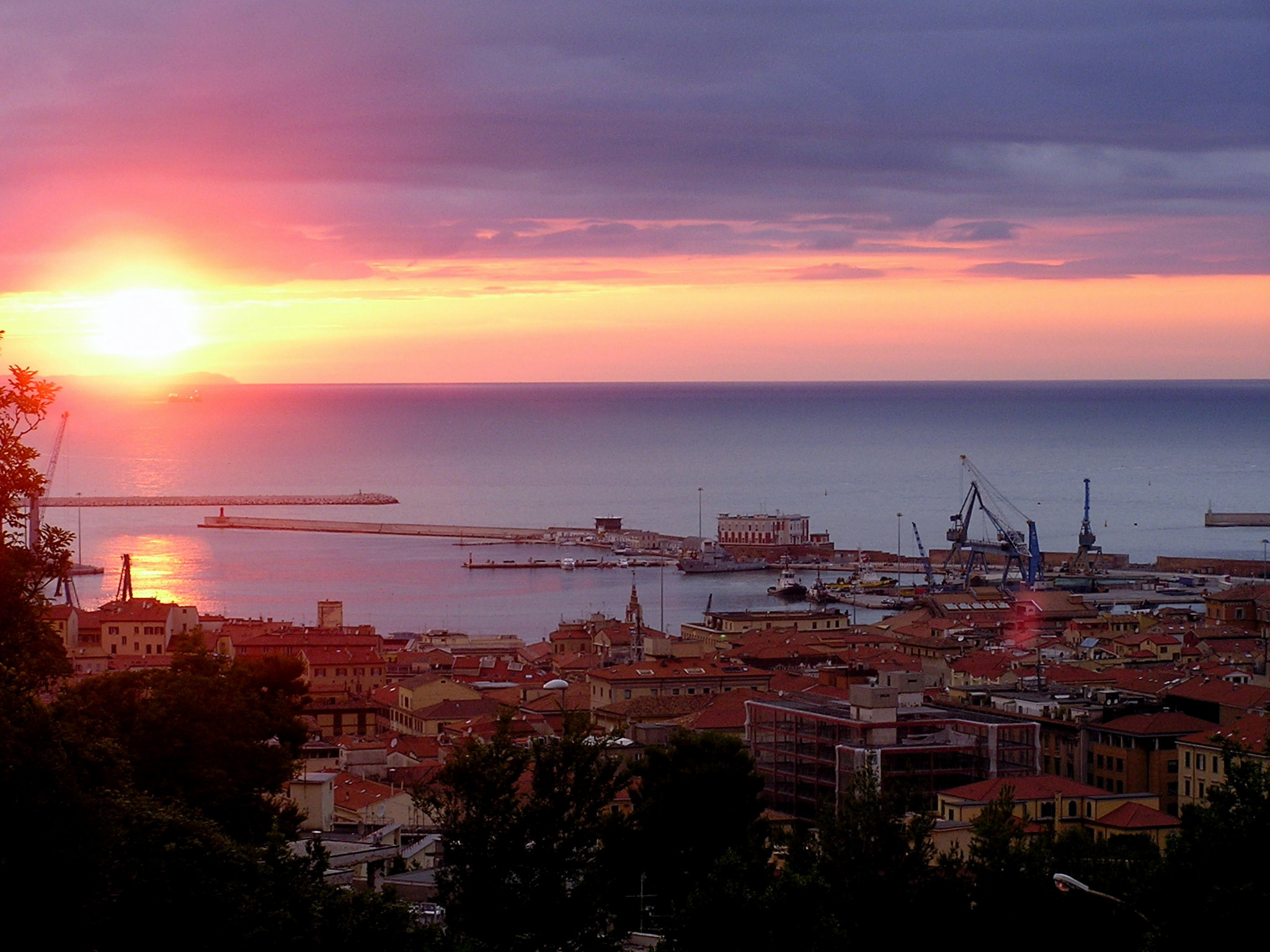
Tramonto sul porto visto dal parco del Pincio
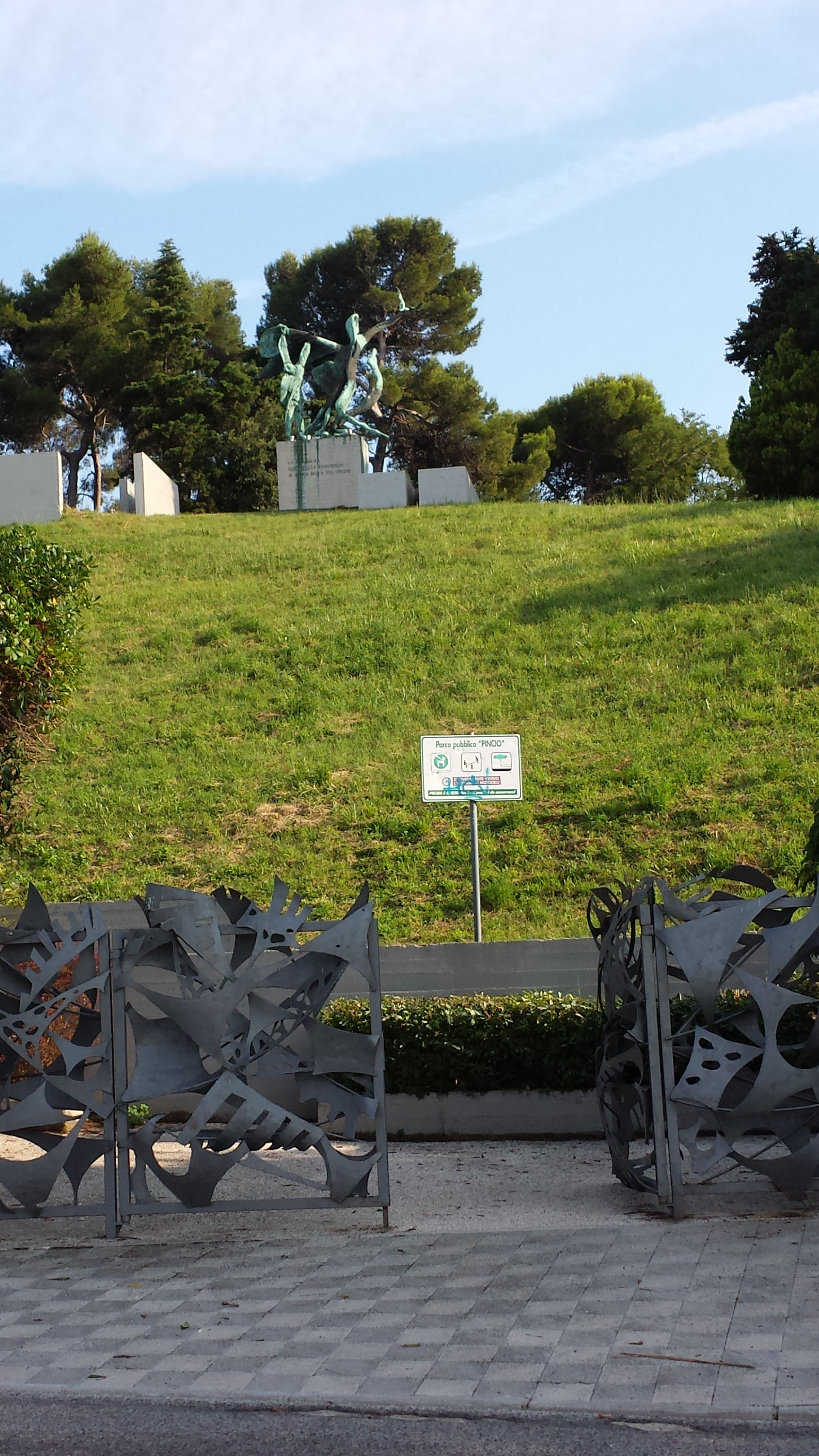
Ingresso del Pincio
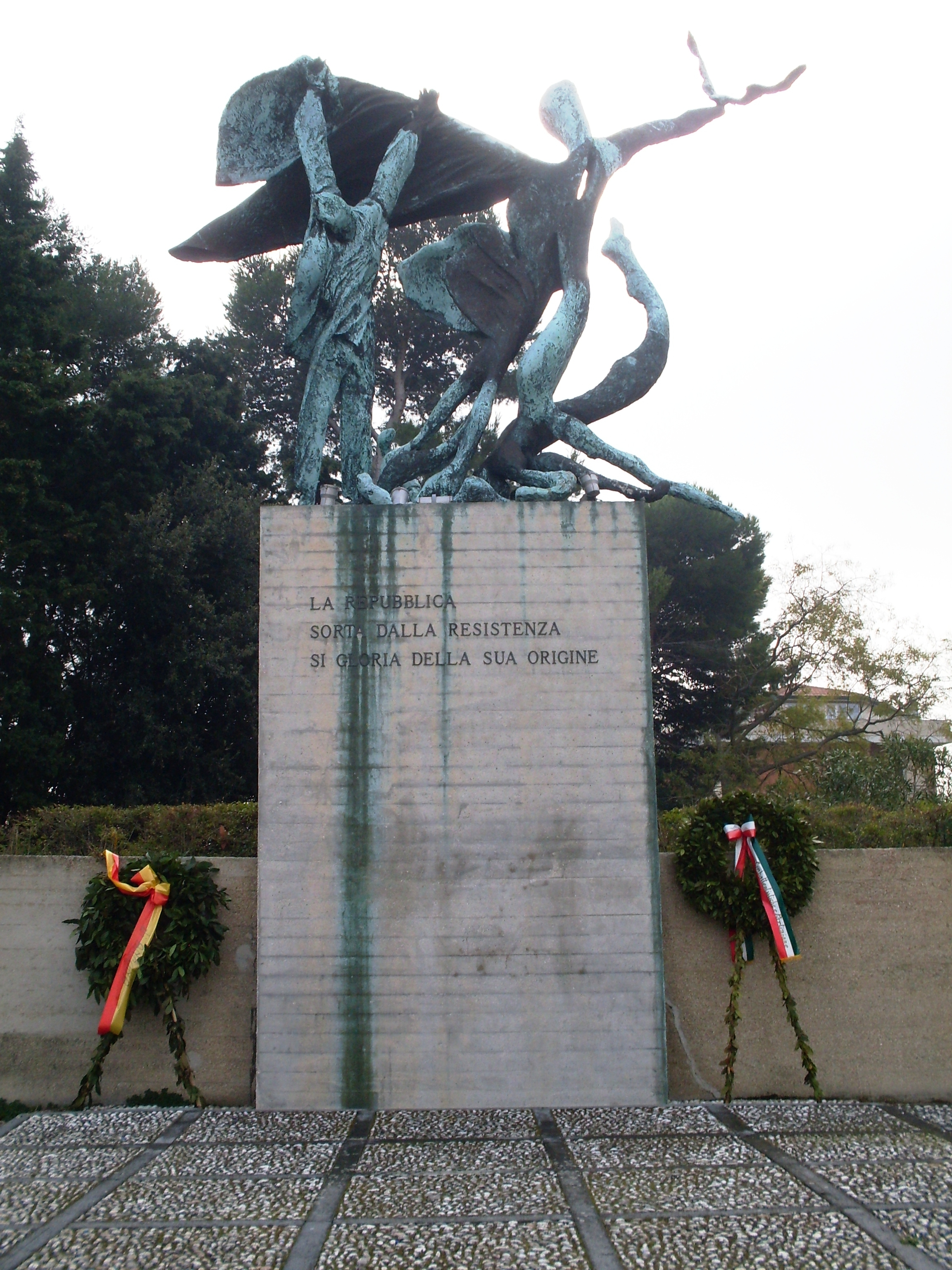
Monumento alla Resistenza, di Pericle Fazzini

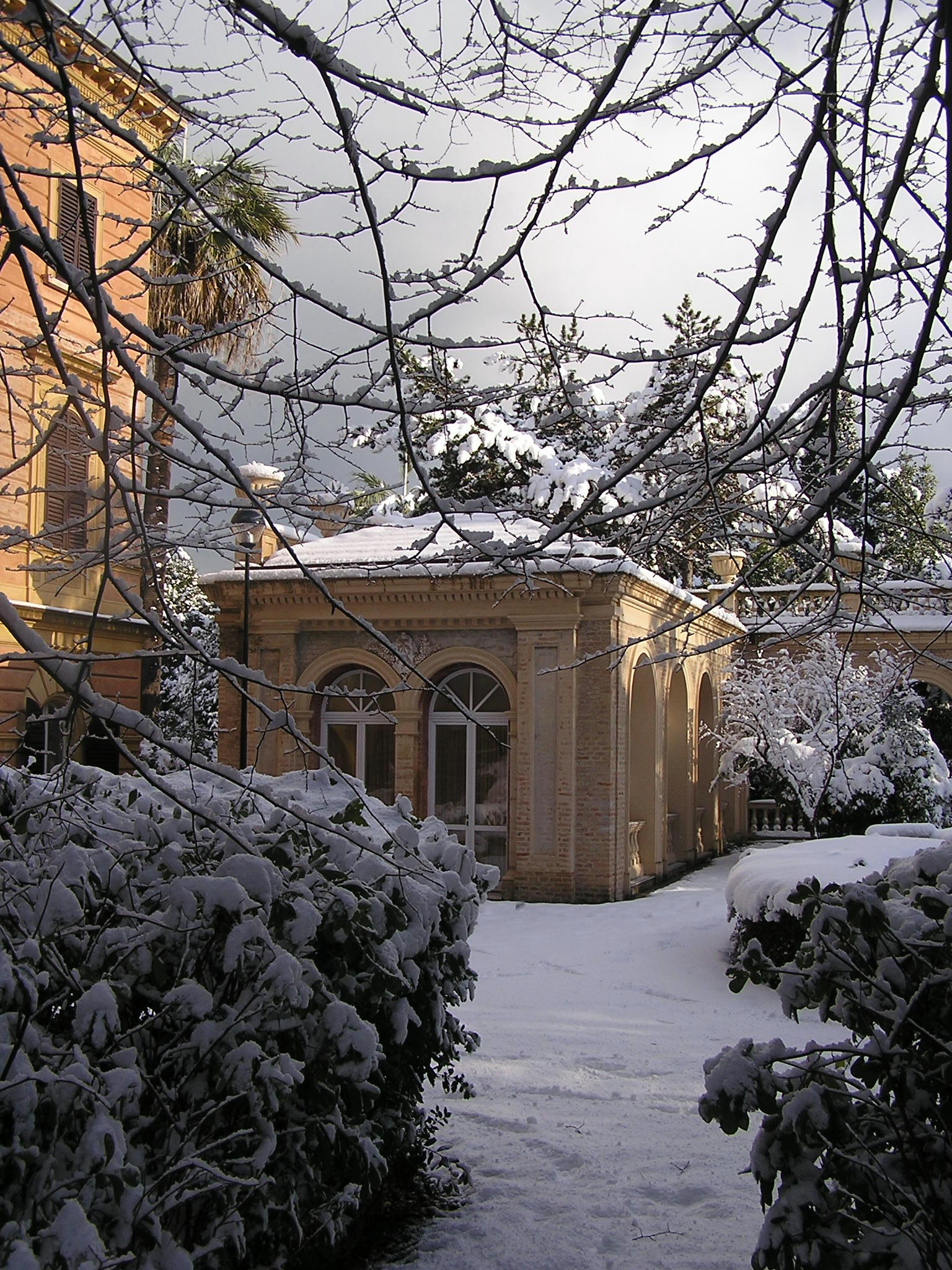
L'aranciera di Villa Santa Margherita sotto la neve

## Villa Santa Margherita
Villa Santa Margherita si trova nel rione del Passetto ed è nota anche con i nomi di Villa Almagià, Villa Gusso e Giardino dei Frati. Nata nel 1889, è organizzata come un giardino romantico, con eleganti elementi architettonici, splendide palme, ippocastani, tassi, un ginkgo secolare e un singolare viale di tigli potati a candelabro.
Negli ultimi anni sono stai eliminati tutti i grandi vasi di agrumi che d'inverno trovavano ricovero nell'aranciera; potature malfatte hanno favorito l'insorgere di fitopatologie specie nel viale di tigli, che ha subito abbattimenti notevoli, senza alcuna sostituzione; i perimetri delle aiuole, prima realizzati in cristalli di gesso, come tradizione della città, sono stati sostituiti con cordoli di pietra bianca completamente inadatti.
Nota positiva è invece il restauro dell'aranciera, del loggiato panoramico e del belvedere, elementi tipici dei giardini antichi.

## Parco del Cras

### Descrizione
Si trova a Piano San Lazzaro, rione della periferia storica della città. Nacque nel 1901 come giardino dell'Ospedale Psichiatrico; ha gli alberi più rigogliosi della città, dato che per molti anni sono stati risparmiati dalle potature: magnolie, tassi, platani, tigli, lecci sono dei veri monumenti naturali. 
È interessante anche per l'organizzazione degli spazi in grandi cortili verdi collegati da porticati coperti da capriate in legno. Questi camminamenti rendono il parco visitabile anche con la pioggia. Ogni cortile è caratterizzato da particolari specie di piante: partendo dal'ingresso si va dal cortile delle magnolie, con al centro una fontana con capelvenere, al cortile dei dodici platani, a quello dei banani, anch'esso con fontana, a quello dei calicanti, dalla singolare fioritura invernale, a quello dei tigli potati a candelabro a quello degli ippocastani.
Nonostante la presenza della sede del Corpo forestale dello Stato, le piante sono soggette a una preoccupante diffusione di gravi fitopatologie, specie i tassi, gli ippocastani, i lecci e i bossi.
Il parco e gli edifici dell'ex ospedale psichiatrico sono inseriti nell'elenco dei beni culturali tutelati della regione Marche; il codice di catalogo nazionale è 1100216534.

### Progetto iniziale
Il progetto iniziale dell'ospedale psichiatrico, inaugurato nel 1901, è opera dell'architetto Raniero Benedetti, ispirato al criterio di donare ai ricoverati un giardino che fosse già di per sé, per la sua bellezza, un aiuto per affrontare la malattia; ospitava malati da tutta la provincia e anche da più lontano, grazie alla fama di alcuni medici. Il nome ufficiale era inizialmente "Manicomio provinciale di Ancona", poi "Ospedale neuropsichiatrico provinciale". La struttura è articolata in vari padiglioni e risale a quest'epoca la creazione dei percorsi coperti che attraversano tutto il parco, in modo da renderlo fruibile dai ricoverati anche in caso di cattivo tempo.

### Storia
Le tappe principali della storia della grande struttura e del suo parco sono:
- nel 1928, grazie al dottor Gustavo Modena, di fama europea, l'ospedale fu segnalato dal Ministero della Sanità perché fosse preso a modello dalle altre strutture manicomiali italiane per ciò che riguarda l'igiene e la profilassi delle malattie mentali; lo scrittore e psichiatra Mario Tobino lavorò nell'ospedale nel 1939 e in un suo testo si riferisce all'esperienza anconitana[10][11]
- nel 1943 i bombardamenti alleati colpiscono i padiglioni più lontani dall'ingresso, causando la morte di diversi ricoverati, infermieri e medici;
- negli anni cinquanta del Novecento (dal 1948 al 1958), fu introdotto anche l'uso degli psicofarmaci;
- nel 1978, la legge Basaglia portò alla graduale chiusura della struttura anconitana, come accadde per tutti i manicomi italiani;
- nelle Marche, come in altre regioni, fu approvata per motivi organizzativi una deroga alla legge, che portò alla chiusura definitiva solo il 31 maggio 1980;
- nel 1981, l'ex ospedale fu trasformato in "Centro Residenziale di Assistenza Socio-Sanitaria", da subito nota con la sigla CRASS;
- nel 1985, ancora un cambiamento: diventa "Centro Riabilitativo Assistenziale e Sanitario", con la nuova sigla CRAS;
- nel 1999 inizia un lungo periodo di abbandono, durante il quale gli alberi, non sottoposti a potature, hanno assunto l'attuale maestoso aspetto[12];
- infine, la struttura diventa sede dell'USL n. 12, poi ASL n. 7 ed attualmente area 2 dell'Azienda Sanitaria Unica Regionale, nonché del Corpo Forestale dello Stato.

## Altri parchi
Tra essi si ricordano:
- il Parco Belvedere ed Eraclio Fiorani, a Posatora, affacciato sul porto turistico;
- il Parco Unicef, a Montedago, recentissimo, ma con un certo valore paesaggistico.
- Il Parco degli Ulivi, che occupa un vecchio uliveto, è situato tra i quartieri di Collemarino e Palombina.

## Viali e piazze alberate

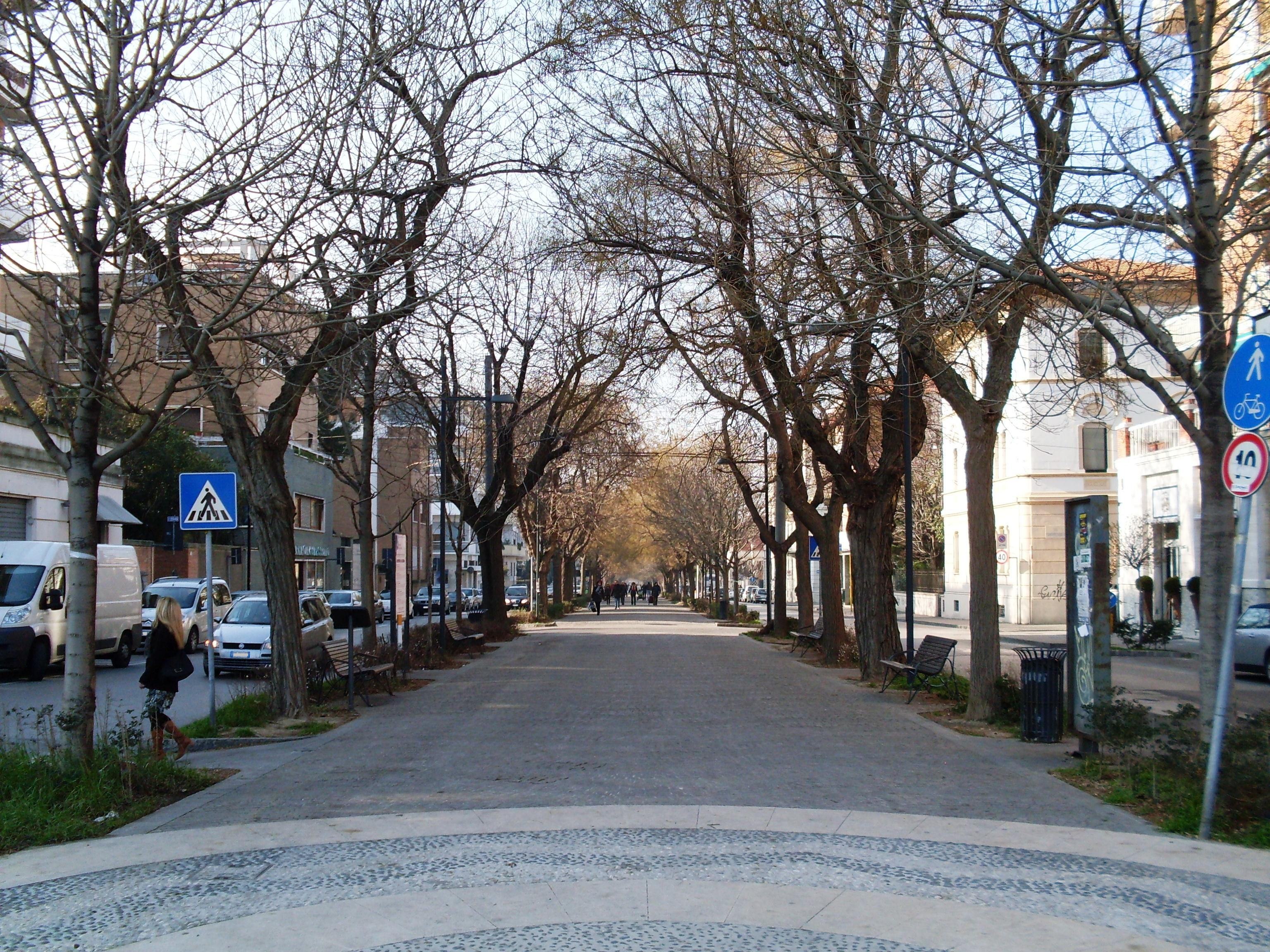
Ancona, Viale della Vittoria in aspetto invernale

Il Viale della Vittoria, aperto da quasi un secolo, è la più apprezzata passeggiata cittadina; ha due filari misti di acacie ornamentali (var. bessoniana), sofore, frassini e l'ultimo superstite olmo originario. Notevole è il complesso degli edifici che la bordano, quasi tutti buoni esempi di architettura eclettica e liberty.
Altre strade alberate importanti della città sono: corso Carlo Alberto, via Giordano Bruno, via Torresi, via Tavernelle, via Marconi, viale Leonardo da Vinci, tutti alberate a platani.
Le piazze alberate storiche sono piazza Cavour, piazza Cappelli e piazza Stamira; sono nate tra la fine dell'Ottocento e l'inizio del secolo scorso, ed ancora conservano i caratteri originali. Tipica del periodo è la presenza di cycas e di palme di varie specie: palma di San Pietro, della California, delle Canarie, della Cina.

## Piazze alberate storiche
- piazza Cavour,
- piazza Cappelli,
- piazza Stamira.